# Col de Marie-Blanque
Le col de Marie-Blanque (altitude : 1 035 m) est un col des Pyrénées françaises situé dans le département des Pyrénées-Atlantiques. Il se trouve sur la route de liaison entre les deux vallées voisines, la vallée d'Aspe et la vallée d'Ossau. Il est emprunté par la route des cols.

## Toponymie
Le nom du col vient de l'occitan béarnais Maria Blanca qui signifie « Marie Blanche », terme utilisé pour désigner le vautour percnoptère ou percnoptère d'Égypte.
Malgré la légende reprise par certains journalistes, il est peu probable qu'il tire son nom de Marie Asserquet, surnommée Marie Blanque (Maria Blanca en occitan béarnais), considérée comme la dernière auroustère (pleureuse chargée de déclamer des poésies lors des enterrements). Pour Michel Grosclaude en effet, le surnom de l'auroustère Marie Asserquet (1765-1849), n'a rien à voir avec le col qui porte déjà le nom de Marie-Blanque sur la carte de Cassini, ainsi que sur des cartes antérieures.

## Géographie
Dans le périmètre du parc national des Pyrénées, il est situé sur le territoire de la commune de Bilhères, sur la départementale 294.
Il fait communiquer les vallées d'Aspe et d'Ossau, offrant l'accès au plateau du Bénou.

## Histoire
Une stèle rend hommage aux combattants de la 10e brigade de guerilleros républicains espagnols qui, avec les Résistants FTP - FFI du maquis Guy-Môquet d'Oloron-Sainte-Marie, combattirent l'occupant allemand.

## Activités
On peut y faire des randonnées toute l'année.
Le col de Marie-Blanque est apprécié des cyclo-touristes. Il présente deux versants dont les profils sont bien distincts :
- par l'ouest, au départ du village d'Escot, la montée de 9,5 km présente une dénivellation de 715 mètres. Ce sont cependant les quatre derniers kilomètres (à partir du camping du Mont-Bleu) qui offrent les pentes les plus redoutables, celle-ci ne repassant jamais sous les 9 % avant le sommet, et opposant des rampes à plus de 15 %. La route, rectiligne, n'offre plus aucun répit ;
- par l'est, au départ de Bielle, la pente est plus régulière et le paysage plus aéré rend la montée moins austère. Un premier secteur de 5 km permet de se hisser jusqu'au plateau du Bénou où la route redevient plate. Cette première rampe ne dépasse jamais les 10 %. Après le plateau, 2 km présentent à nouveau des pentes difficiles (près de 10 %), tandis que la fin du col s'apparente à un faux-plat.

### Événements sportifs

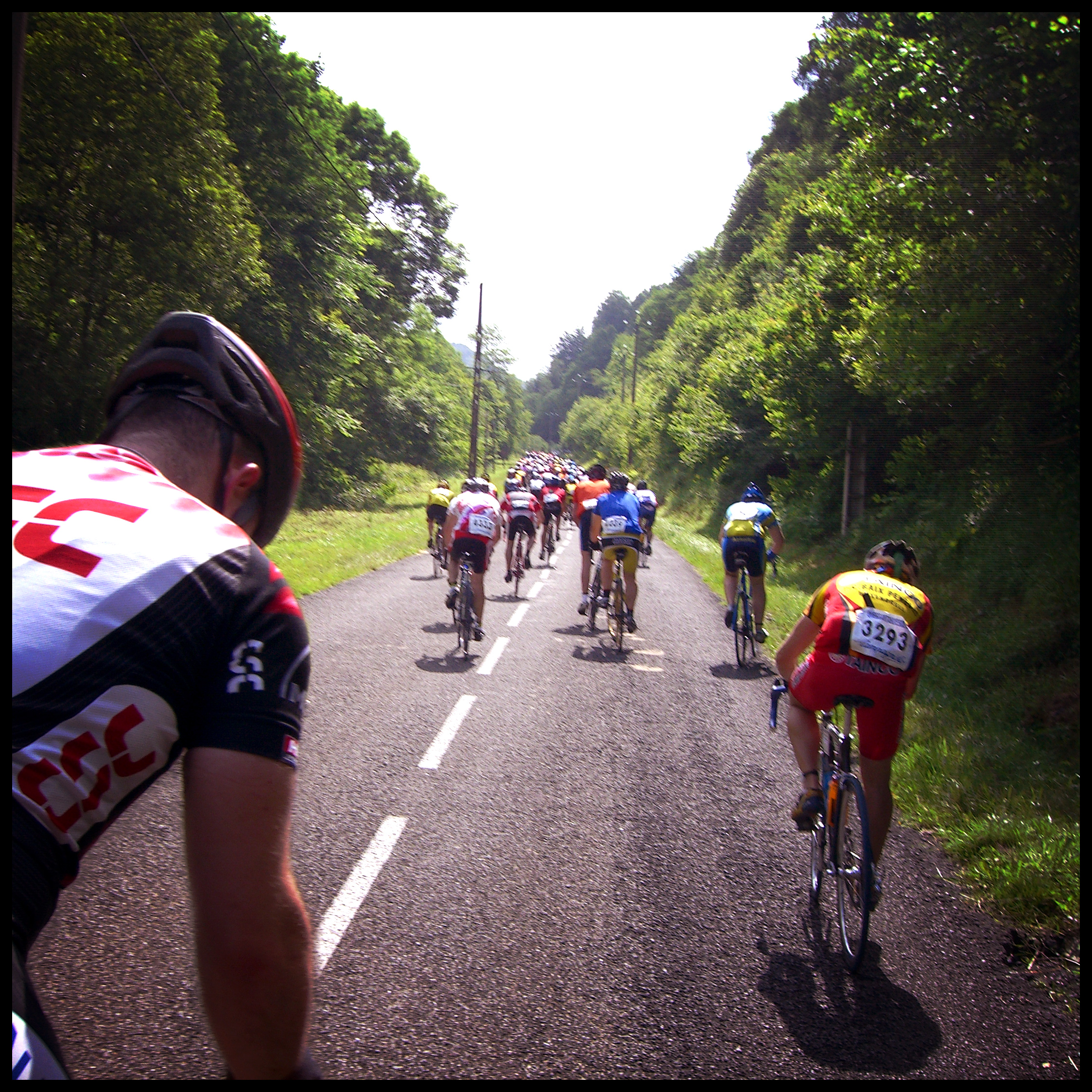
Ascension du col de Marie-Blanque en 2007.

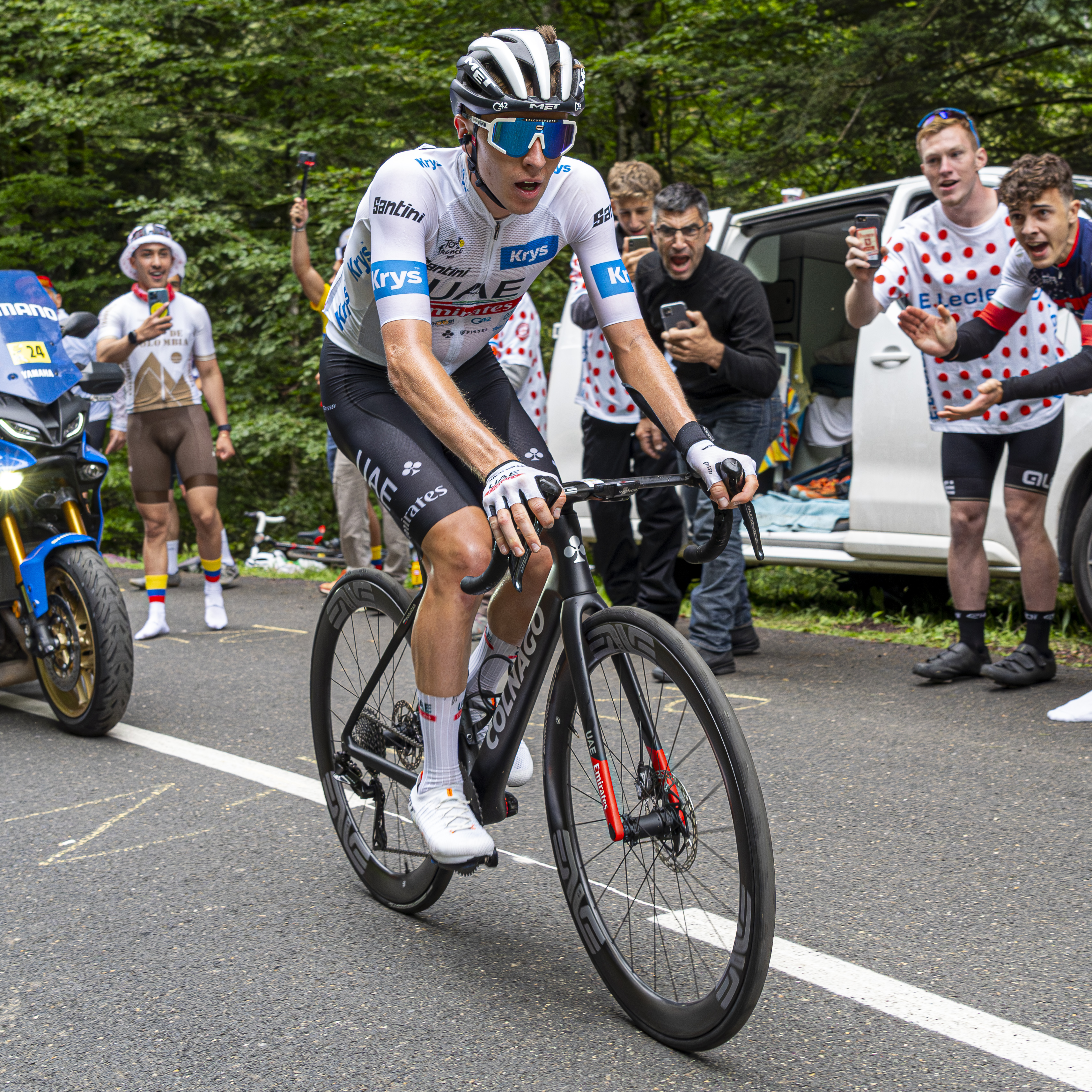
Tadej Pogačar dans l'ascension en 2023.

Le Tour de France l'emprunte régulièrement, dont la première lors du Tour 1978, plutôt par le versant ouest au départ d'Escot. À la suite du décès accidentel de Fabio Casartelli la veille, la 16e étape de 1995 est neutralisée. Le tour 1987 l'emprunte lors de deux étapes successives.
| Année | Étape | Catégorie | Premier au sommet       | Sens            |
| ----- | ----- | --------- | ----------------------- | --------------- |
| 2023  | 5     | 1         | Jai Hindley             | depuis Escot    |
| 2020  | 9     | 1         | Marc Hirschi            | depuis Escot    |
| 2010  | 17    | 1         | Juan Antonio Flecha     | depuis Escot    |
| 2007  | 16    | 1         | Mauricio Soler          | depuis Escot    |
| 2006  | 10    | 1         | Cyril Dessel            | depuis Escot    |
| 2005  | 16    | 1         | Jörg Ludewig            | depuis Escot    |
| 2000  | 10    | 1         | Javier Otxoa            | depuis Escot    |
| 1996  | 17    | 2         | Neil Stephens           | depuis Bilhères |
| 1995  | 16    | 2         | neutralisée             | depuis Bilhères |
| 1992  | 2     | 1         | Richard Virenque        | depuis Escot    |
| 1990  | 17    | 1         | Dominique Arnaud        | depuis Bilhères |
| 1989  | 9     | 1         | Robert Forest           | depuis Escot    |
| 1987  | 14    | 1         | Gilbert Duclos-Lassalle | depuis Escot    |
| 1987  | 13    | 1         | Luis Herrera            | depuis Escot    |
| 1986  | 12    | 1         | Pedro Delgado           | depuis Escot    |
| 1978  | 10    | 2         | Michel Pollentier       | depuis Escot    |